# Landesregierung Ratzenböck II
Die Landesregierung Ratzenböck II unter Landeshauptmann Josef Ratzenböck (ÖVP) bildete die Oberösterreichische Landesregierung in der XXII. Gesetzgebungsperiode des Oberösterreichischen Landtags vom 25. Oktober 1979 bis zum 27. Oktober 1985.
Bei der Landtagswahl 1979 konnte die Österreichische Volkspartei (ÖVP) zum ersten Mal nach 1945 in der 2. Republik wieder die absolute Stimmenmehrheit erzielen. Sie stellten in der Folge wieder fünf der neun Regierungsmitglieder. Vier Regierungsmitglieder entfielen auf die Sozialdemokratische Partei Österreichs (SPÖ). Während die ÖVP-Regierungsmannschaft unverändert gegenüber der Vorgängerregierung Landesregierung Ratzenböck I blieb, gehörte Josef Schützenberger nicht mehr dem SPÖ-Team an und war durch Karl Grünner ersetzt worden. Nach dem Rückzug von Robert Hartl am 21. Oktober 1982 aus der Landesregierung folgte ihm Grünner als Landeshauptmann-Stellvertreter nach. In derselben Landtagssitzung wurde Leo Habringer zum neuen Landesrat gewählt. Zuvor war bereits Rudolf Trauner am 16. Oktober 1980 aus der Regierung ausgeschieden, für ihn wurde Albert Leibenfrost in der an diesem Tag abgehaltenen Landtagssitzung nachgewählt.

## Regierungsmitglieder
| Amt                                                     | Name                | Partei | Zuständigkeitsbereiche |
| ------------------------------------------------------- | ------------------- | ------ | ---------------------- |
| Landeshauptmann                                         | Josef Ratzenböck    | ÖVP    |                        |
| Landeshauptmann-Stellvertreter                          | Karl Grünner        | SPÖ    |                        |
| Landeshauptmann-Stellvertreter                          | Gerhard Possart     | ÖVP    |                        |
| Landesrat                                               | Leopold Hofinger    | ÖVP    |                        |
| Landesrat                                               | Albert Leibenfrost  | ÖVP    |                        |
| Landesrat                                               | Johann Winetzhammer | ÖVP    |                        |
| Landesrat                                               | Leo Habringer       | SPÖ    |                        |
| Landesrat                                               | Ernst Neuhauser     | SPÖ    |                        |
| Landesrat                                               | Hermann Reichl      | SPÖ    |                        |
| Vorzeitig ausgeschiedene Mitglieder der Landesregierung |                     |        |                        |
| Landeshauptmann-Stellvertreter                          | Rudolf Trauner      | ÖVP    |                        |
| Landeshauptmann-Stellvertreter                          | Rupert Hartl        | SPÖ    |                        |